# Saint-Arroumex
Saint-Arroumex é uma comuna francesa na região administrativa de Occitânia, no departamento de Tarn-et-Garonne. Estende-se por uma área de 9,63 km². Em 2010 a comuna tinha 152 habitantes (densidade: 15,8 hab./km²).